# Halicyclops herbsti
Halicyclops herbsti är en kräftdjursart som beskrevs av Rocha och Thomas M. Iliffe 1993. Halicyclops herbsti ingår i släktet Halicyclops och familjen Cyclopidae. Inga underarter finns listade i Catalogue of Life.